# 台湾白喉噪鹛
台湾白喉噪鹛是臺灣特有的黑喉噪鹛属物種，棲息於亚热带或热带的湿润低地林、亚热带或热带的高海拔疏灌丛、亚热带或热带的湿润山地林和牧草地。该物种的保护状况被评为无危。

## 分類
過去曾被認為與白喉噪眉（P. albogularis）為同種異名。
此物種過去曾被歸於噪鶥屬（Garrulax），但在2018年發表的一項全面分子系統發生學研究後，牠被移至重建的黑喉噪鹛属（Pterorhinus）。